# Бондаренко Володимир Леонтійович
Володи́мир Лео́нтійович Бондаре́нко (сценічне ім'я — Володи́мир Леонто́вич) — український театральний актор, один із засновників Молодого театру Леся Курбаса.

## Загальні відомості
Про Володимира Леонтовича відомостей обмаль. Працював у Театрі Миколи Садовського, згодом перейшов до Молодого театру легендарного Леся Курбаса.
В театрі М. Садовського грав у «Казці старого млина» С. Черкасенка (1914).
Був одним із засновників Молодого театру, повним членом-товаришом Товариства на вірі «Молодий театр у Києві» і одним з провідних його акторів. Грав Креона у п'єсі «Цар Едіп» Софокла, створив імпозантний образ замкового лікаря, культурної людини свого часу у п'єсі «Йоля» Є. Жулавського (1917).

## Ролі
- Креон («Цар Едіп» Софокла)

Едіп — Л. Курбас, Йокаста — В. Щепанська, Креон — В. Леонтович

- Скульптор Джонатан («У пущі» Лесі Українки)
- Венгерець, один з трьох царів («Різдвяний вертеп»)
- Замковий лікар («Йоля» Є. Жулавського)
- Давид («При світлі ватри» О. Олеся, 1917)